# Smicridea appendiculata
Smicridea appendiculata är en nattsländeart som beskrevs av Oliver S. Flint Jr. 1972. Smicridea appendiculata ingår i släktet Smicridea och familjen ryssjenattsländor. Inga underarter finns listade i Catalogue of Life.